# تسوتشي-أورا (إيباراكي)
تسوتشي-أورا (باليابانية: 土浦市 تسوتشي-أورا-شي) هي مدينة تقع في محافظة إيباراكي، اليابان. تأسست المدينة في 3 نوفمبر 1940.

## توأمة
لتسوتشي-أورا (إيباراكي) اتفاقيات توأمة مع كل من:
- فريدريكسهافن
- بالو ألتو

## أعلام
- نوريوكي سوغاساوا
- شياكي كورياما
- تيتسورو أوتا
- نوبو فوجيتا
- روبرت كولين
- هاريوما ميورا

## وصلات خارجية
- موقع بلدية تسوتشي-أورا